# Anne Oppermann
Anne Oppermann (* 7. Januar 1961 in Frankenberg (Eder)) ist eine hessische Kommunalpolitikerin (CDU) und ehemalige Abgeordnete des Hessischen Landtags.

## Ausbildung und Beruf
Oppermann machte nach der mittleren Reife von 1978 bis 1981 eine Ausbildung zur Krankenschwester und war in diesem Beruf von 1981 bis 2001 tätig (davon 1989 bis 2001 in Leitungsfunktion).

## Politik
Sie ist seit 1979 Mitglied der CDU und dort in verschiedenen Vorstandfunktionen tätig. Weiterhin ist sie seit 1992 Mitglied im Landesvorstand der Frauen-Union Hessen.
Kommunalpolitisch war sie seit 1989 Stadtverordnete in Marburg, dort von 2003 bis 2006 Fraktionsvorsitzende und von 2001 bis 2003 Vorsitzende des Ausschusses Bau und Planung, Liegenschaften.
Oppermann war ab 1. Oktober 2001 für den zum Staatssekretär aufgestiegenen Marburger CDU-Landtagsabgeordneten Frank Gotthardt in den Landtag nachgerückt. Im Jahr 2003 kam sie über die Landesliste in den Landtag und war ab 5. April 2003 stellvertretende Vorsitzende des Petitionsausschusses und Mitglied im Ausschuss für Wissenschaft und Kunst, Enquetekommission Demographischer Wandel, Sozialpolitischer Ausschuss sowie der Härtefallkommission beim Hessischen Minister des Innern und für Sport. 
Bei der Wahl im Januar 2008 verpasste sie den Wiedereinzug ins Hessen-Parlament und schied im April 2008 als Landtagsabgeordnete aus. Beim Urnengang am 18. Januar 2009 bewarb sie sich erneut vergeblich auf dem Listenplatz 56.